# Brian Olson
Brian Perry Olson (* 6. března 1973 Tallahassee) je bývalý americký zápasník – judista.

## Sportovní kariéra
S judem začínal v 6 letech v rodném Tallahassee v klubu Leon County. Od svých 17 let se připravoval v Colorado Springs v olympijském tréninkovém centru pod vedením Eda Liddieho. V americké mužské reprezentaci se prosazoval od roku 1994 ve střední váze do 90 (86) kg. V roce 1996 uspěl v americké olympijské kvalifikaci a startoval na domácích olympijských hrách v Atlantě. Po úvodní těsné výhře na body (juko) nad Tchajwancem Wu Kuo-chuejem prohrál ve třetím kole zvedačkou (sukui-nage) na wazari s Litevcem Algimantasem Merkevičiusem.
V roce 2000 startoval na olympijských hrách v Sydney jako jeden z favoritů na olympijskou medaili. Neměl však štěstí na los, po úvodním výhře na body nad Němcem Marko Spittkou prohrál ve třetím kole s Nizozemcem Markem Huizingou na ippon technikou aši-guruma. V opravném pavouku se do bojů medaile neprobojoval a obsadil dělené 7. místo.
V roce 2004 se kvalifikoval na své třetí olympijské hry v Athénách, kde prohrál ve druhém kole s Francouzem Frédéricem Demontfauconem po boji na zemi submisí nasazenou pákou juji-gatame. Vzápětí ukončil sportovní kariéru. V roce 2008 se však připravil na americkou olympijskou kvalifikaci, ve které uspěl na úkor americké reprezentační jedničky Garryho St. Legera a startoval na svých čtvrtých olympijských hrách v Pekingu. V Pekingu prohrál po vyrovnaném průběhu úvodního kola v prodloužení na koku s Argentincem Diego Rosattim.

## Výsledky
| Turnaj                  | 1995         | 1996         | 1997         | 1998         | 1999         | 2000         | 2001         | 2002         | 2003         | 2004         | 2005         | 2006         | 2007         | 2008         |
| Turnaj                  | 22           | 23           | 24           | 25           | 26           | 27           | 28           | 29           | 30           | 31           | 32           | 33           | 34           | 35           |
| Turnaj                  | střední váha | střední váha | střední váha | střední váha | střední váha | střední váha | střední váha | střední váha | střední váha | střední váha | střední váha | střední váha | střední váha | střední váha |
| ----------------------- | ------------ | ------------ | ------------ | ------------ | ------------ | ------------ | ------------ | ------------ | ------------ | ------------ | ------------ | ------------ | ------------ | ------------ |
| Olympijské hry          |              | úč.          |              |              |              | 7.           |              |              |              | úč.          |              |              |              | úč.          |
| Mistrovství světa       | úč.          |              | 3.           |              | úč.          |              | úč.          |              | úč.          |              | —            |              | —            |              |
| Panamerické hry         | 3.           |              |              |              | 1.           |              |              |              | 1.           |              |              |              | —            |              |
| Panamerické mistrovství |              | 2.           | 2.           | 1.           | —            | —            | 1.           | 2.           | 3.           | 2.           | —            | —            | —            | —            |